# 革命委员会 (葡萄牙)
革命委员会（葡萄牙語：Conselho da Revolução）是葡萄牙历史上的一个政府机关，于1975年3月14日由武装部队运动大会创建，接替救国军政府和国务委员会。该委员会宣称其宗旨是：尽快实现武装部队运动的纲领设定的目标，并为葡萄牙人民提供必要的安全、信心和社会和平，以推动政府改革。1982年9月30日，该委员会因1976年宪法的第一次修订而解散。

## 组成
革命委员会由以下人员组成：
- 葡萄牙总统
- 武装部队总参谋长（英语：Armed Forces General Staff (Portugal)）和副总参谋长
- 陆军（英语：Portuguese Army）、海军（英语：Portuguese Navy）和空军的参谋长
- 由葡萄牙武装部队三个分支选出的14名军官（包括大陆作战司令部（葡萄牙語：COPCON）副司令）
- 葡萄牙总理（仅限为军人时）

## 职权
根据武装部队运动与各政党签署的协议，革命委员会在1976年葡萄牙宪法中获得了宪法框架，其职能、结构和权限的相关条款被纳入葡萄牙憲法的第三章，构成了第142条至第149条。革命委员会作为总统的顾问机构运作，并作为保障民主制度正常运作和宪法遵守的机构，相当于一个宪法法庭。它还具有在军事事务上立法的权力，可以通过法律和法令，还可以批准条约和国际协议（根据1976年版宪法第148条的规定）。在其作为总统顾问机构的职责范围内，革命委员会不仅向总统提供建议，还拥有授权总统宣战与和谈的权力，批准宣布戒严和紧急状态，批准总统离开国家领土，宣布其永久性身体无法履职，并确认其临时障碍。凭借这些职能，革命委员会实际上是一个拥有政治权力的军事监督机构，行使与议会平行的权力，在许多情况下甚至可以监督议会的活动。